# L'Homme de Lewis
L'Homme de Lewis (titre original : The Lewis Man) est un roman policier de l'écrivain écossais Peter May, publié en 2011. 
Le récit se déroule sur l'île de Lewis, en Écosse. Ce roman fait partie de la Trilogie écossaise et est la suite du roman L'Île des chasseurs d'oiseaux.

## Résumé
Un cadavre momifié est retrouvé dans une tourbière de la côte Ouest de Lewis. George Gunn est chargé de l'enquête. Les indices montrent que le meurtre a été commis à une date qui n'est pas celle que l'on croyait, ce qui va pousser George à solliciter l'aide de Finlay Macleod.

## Principaux personnages
- Finlay Macleod est retourné sur son île natale de Lewis à la suite des événements tragiques racontés dans le premier volume de la série. Il a démissionné de la police et passe son temps à restaurer une maison
- George Gunn inspecteur de police de Stornoway, Lewis.
- Marsaili Macdonald, amie et amoureuse d'enfance de Finlay depuis l'école primaire.
- Donald Murray, est devenu pasteur.
- Fionnlagh Macinnes, est le fils de Finlay et de Marsaili.
- Tormod Macdonald, père de Marsaili, est atteint de la maladie d'Alzheimer, il raconte à la première personne les événements de son adolescence qui sont le thème de l'intrigue. Une époque où l'on envoyait les enfants catholiques orphelins comme main d'œuvre dans les Hébrides protestantes.

## Citations
Dans un monologue de Tormod Macdonald, quelques phrases décrivent bien les paysages des îles Hébrides que traversent les personnages :
« Je regarde le paysage qui défile par la fenêtre. Il ne me dit rien du tout. Je ne sais pas si c'est l'herbe qui pousse entre les rochers, ou les rochers qui poussent dans l'herbe. Mais il n'y a que ça. De l'herbe et des rochers, partout sur les collines. »
— Peter May, en page 347 de l'édition française

## Distinctions
- Prix des Ancres noires 2012.